# Altes Stadthaus

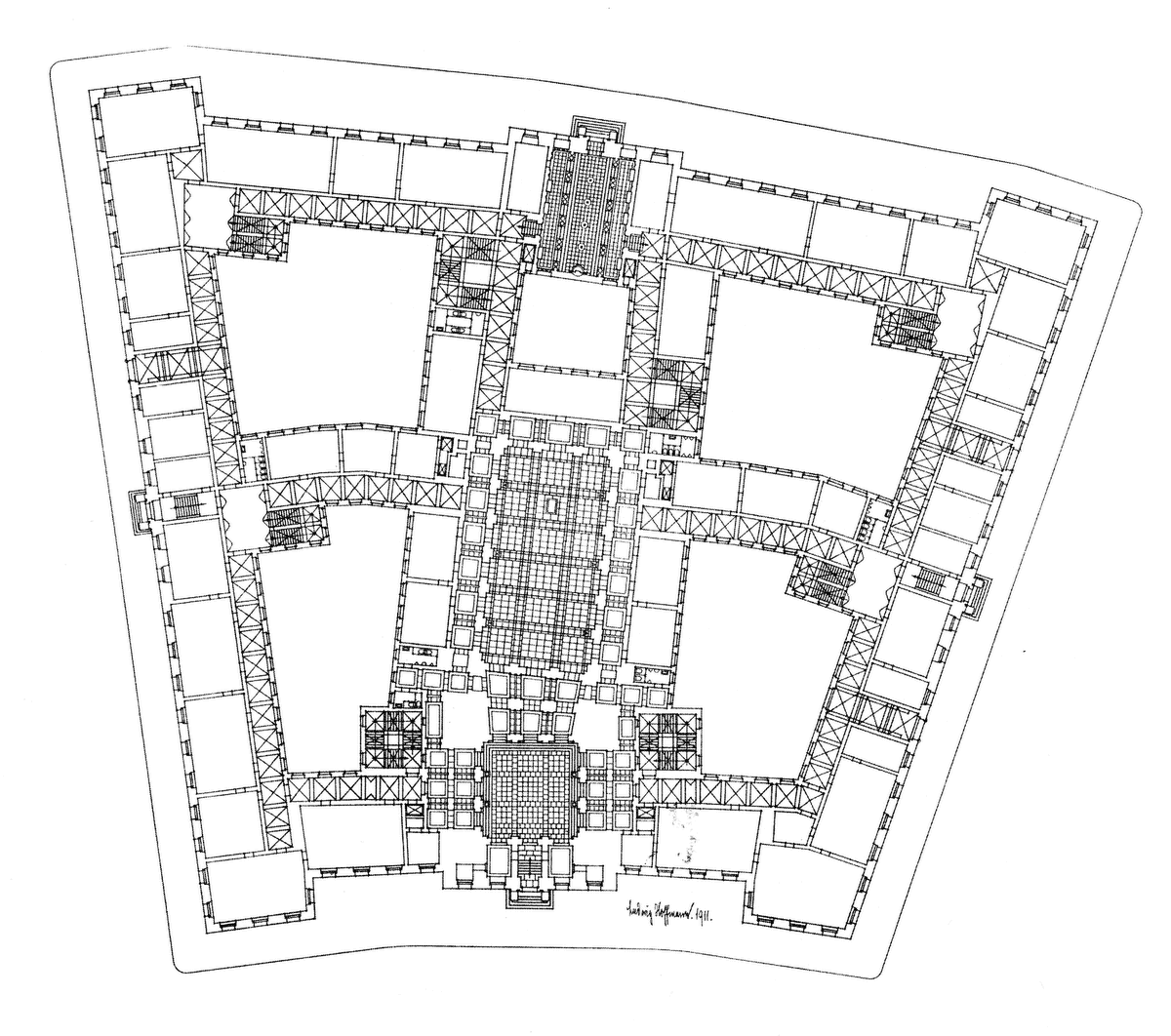
Pianta dell’edificio

La Altes Stadthaus (lett.: “vecchia casa civica”), o semplicemente Stadthaus (“casa civica”), è un edificio pubblico di Berlino, sito nel quartiere di Mitte.
Costruita agli inizi del XX secolo per ospitare spazi amministrativi e rappresentativi dell’amministrazione cittadina, è posta sotto tutela monumentale (Denkmalschutz).

## Storia
Agli inizi del XX secolo, il “municipio rosso” non riusciva più ad ospitare tutte le funzioni necessarie all’amministrazione cittadina; pertanto, si rese necessario erigere nelle vicinanze un secondo edificio monumentale che ospitasse ulteriori spazi amministrativi e di rappresentanza.
Il nuovo edificio fu progettato da Ludwig Hoffmann e costruito dal 1902 al 1911; danneggiato durante la seconda guerra mondiale, venne restaurato nel 1960-61, divenendo sede del consiglio dei ministri della RDT. Dal 1996 al 1998 gli interni vennero ampiamente modificati su progetto di Gerhard Spangenberg.

## Caratteristiche
L’edificio, di vaste dimensioni e di aspetto monumentale, occupa un intero isolato nel pieno centro di Berlino, a breve distanza dal “municipio rosso”; esso ha una pianta trapezoidale, con l’ingresso principale posto sul lato corto (verso ovest) e cinque cortili interni.
Il fronte principale, simmetrico, è composto di una facciata in stile neopalladiano con un alto zoccolo bugnato e colonne di ordine gigante; alcuni elementi furono ripresi dal Palazzo Thiene di Vicenza. Superiormente è posta una torre circolare, alta 80 metri e conclusa da una cupola, che ricorda le due chiese gemelle del Gendarmenmarkt.
Fra gli spazi interni ha un ruolo preminente la grande sala centrale, alta tre piani e ornata di decorazioni scultoree opera di Georg Wrba.